# RCNテレビシオン
RCNテレビシオン（RCN Televisión）は、オルガニザシオン・アルディラ・ルレ (Organización Ardila Lülle) が所有するコロンビアのテレビ局です。 カナルRCN (Canal RCN) 、ラディオ・カデナ・ナシオナル (Radio Cadena Nacional) 、または単にエレ・セ・エネ (RCN) としても知られています。
1967年3月23日にテレビ番組制作会社として設立され、1998年7月10日に正式にテレビ局として開局しました。
この放送局は、最も成功したテレノベラの一つであるベティ〜愛と裏切りの秘書室 (Yo soy Betty, la fea) を制作した。

## チャンネル
- カナルRCN (Canal RCN)
- RCNヌエストラ・テレ・インターナショナル (RCN Nuestra Tele Internacional)
- NTN24
- RCNノベラス (RCN Novelas)
- ウィン・スポーツ (Win Sports)
- RCN HD2